# Excalion
Excalion es una banda de metal finlandés liderada por Jarmo Myllyvirta que ha lanzado 5 discos desde 2005.

## Historia
La banda fue formada en diciembre de 2000 en Konnevesi, Finlandia céntrica. El nombre viene del error ortográfico de Excalibur, sugerido por el exbajista Timo Sahlberg.
En el otoño de 2001, Excalion graba su primer demo,  Forlorn. Los Siguientes dos años, la banda hace algunas giras mientras trabaja en su material. En otoño de 2003, Excalion hace un segundo demo titulado Obsession to Prosper. Al final de 2003 la banda firma con Sound Riot Records, y la grabación del álbum debut de Excalion fue finalizado en Studio Watercastle en septiembre de 2004. El álbum debut, Primal Exhale, fue lanzado a través de Sound Riot Records en otoño de 2005. Fue lanzado por Stay Gold/Art Union Records en Japón.
A principios de 2005, antes del lanzamiento, la banda tuvo algunos cambios de formación. Kimmo Hänninen dejó la banda y el bajista Timo Sahlberg se fue poco después. Cuando la banda encontró a un nuevo guitarrista, Vesa Nupponen, la decisión fue hecha que Tero Vaaja cambie a bajista, y Excalion continuase como una banda de cinco miembros con una sola guitarra.
En mayo de 2006, la banda comenzó a grabar su segundo álbum, Waterlines. El material para este álbum fue más melódico con un mayor énfasis en las líneas vocales. La grabación nuevamente tuvo lugar en Watercastle Studio mientras la banda decide moverse a Limb Music (excepto Japón) luego de tener algunos problemas con la compañía anterior. Fue lanzado el 2 de marzo de 2007.
El 29 de enero de 2010, el nuevo álbum llamado High Time fue lanzado, nuevamente en Limb Music. En 2014 fue anunciado que Vesa Nupponen y Pääkkönen dejaron la banda y fueron reemplazados por Marcus Lång en voces y Aleksi Hirvonen en guitarras.
El 13 de abril de 2017 Marcus Lång presentándose como cantante nuevo anunció a través de un vídeo de YouTube en la cuenta oficial de Excalion que la banda firmó contrato con Scarlet Records y el título del disco nuevo Dream Alive. 
El 5 de julio de 2017, el álbum Dream Alive fue presentado en Katse Ravintola, en Jyväskylä. Siendo este el primer show con este nuevo material y formación con Onni Hirvonen en el bajo

## Miembros

### Miembros actuales
- Jarmo Myllyvirta - teclados (2000-presente)
- Onni Hirvonen - bajo (2016-presente)
- Henri Pirkkalainen - batería (2000-presente)
- Aleksi Hirvonen - guitarras (2014-presente)
- Marcus Lång - voces (2015-presente)

### Miembros anteriores
- Timo Sahlberg - bajo (2000-2005)
- Kimmo Hänninen - guitarras (2000-2005)
- Jarmo Pääkkönen - voces (2000-2014)
- Vesa Nupponen - guitarras (2005-2014)
- Tero Vaaja - bajo (2000-2005)-(2005-2016)

## Discografía
- Primal Exhale (2005)
- Waterlines (2007)
- High Time (2010)
- Dream Alive (2017)
- Emotions (2019)